# Renon
Pour les articles homonymes, voir Renon (homonymie).

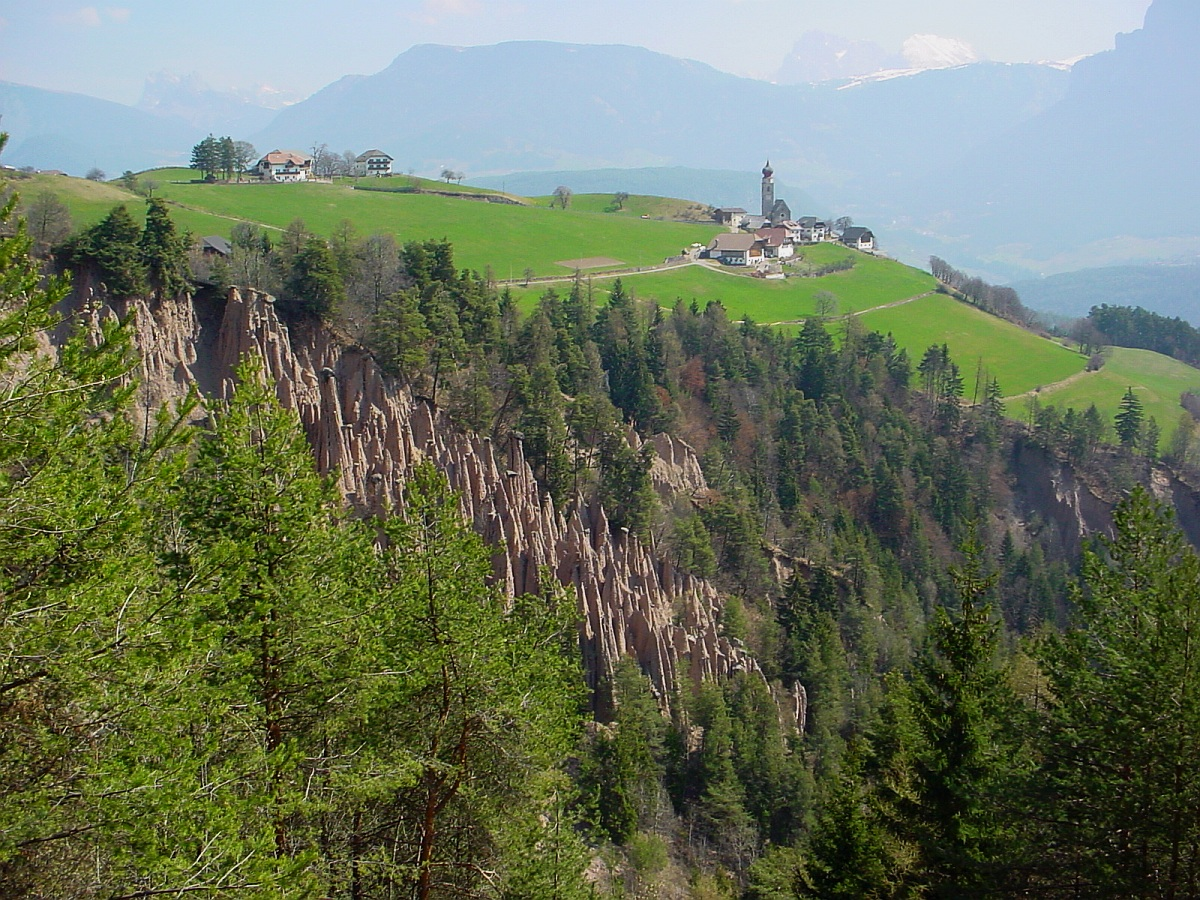
Pyramides de terre ou cheminées de fée.

Renon (en allemand : Ritten ; en ladin : Renon) est une commune italienne d'environ 8 000 habitants située dans la province autonome de Bolzano, dans la région du Trentin-Haut-Adige.

## Géographie
- Lac de Costalovara
- Téléphérique de Renon

### Localisation
Renon se situe dans le centre de la province de Bolzano, sur un plateau immédiatement au nord-est de Bolzano, et bordé par les vallées de l'Isarco à l'est et de Sarentino à l'ouest.

### Hameaux
Auna di Sopra, Auna di Sotto, Castel Novale, Campodazzo, Collalbo (sede del municipio), Costalovara, Longomoso, Longostagno, Madonnina, Monte di Mezzo, Pietrarossa, Soprabolzano, Signato, Vanga

### Communes limitrophes
Les communes limitrophes sont  Barbiano, Bolzano, Castelrotto, Cornedo all'Isarco, Fiè allo Sciliar, San Genesio Atesino, Sarentino et Villandro.

## Monuments et lieux d'intérêt

### Espaces naturels
Sur son territoire, près de Soprabolzano et de Longostagno, il existe plusieurs groupes de pyramides de terre (aussi appelées cheminées de fée) de couleur rougeâtre dans le Tyrol du Sud, les pyramides de Renon. L'érosion de l'eau ou de la neige provoque la création de ces pinacles au-dessus d'un bloc rocheux qui les protège. Lorsque la pyramide s'amincit, la roche tombe alors et la pyramide disparaît. Les plus importantes, également visibles depuis le téléphérique, sont situées dans la vallée du Rivellone (Katzenbachtal).

## Administration
| Période    | Période  | Identité       | Étiquette | Qualité |
| ---------- | -------- | -------------- | --------- | ------- |
| 04/05/2025 | En cours | Julia Fulterer | SVP       |         |

### Personnalités
- Bruno Platter, né en 1944, prélat catholique.

## Sport
La commune accueille l’équipe du Ritten Sport, l’une des plus grandes équipe de hockey sur glace d’Italie, avec plusieurs titres. L'équipe joue actuellement dans l'Alps Hockey League et dispute les courses internes à l'Arena Ritten, dans le hameau de Collalbo. Dans l’Arena Ritten se trouve la patinoire Ritten, où se déroulent des compétitions internationales de patinage de vitesse.
Dans la commune de Renon se trouvent les remontées mécaniques du Corno del Renon (2 260 d'altitude).
En hiver, il est également possible de patiner sur le lac de Costalovara.
En cyclisme, Renon a accueilli l'arrivée de la 2e étape du tour des Alpes 2023, remportée par Tao Geoghegan Hart.